# Diospyros consolatae
Diospyros consolatae là một loài thực vật có hoa trong họ Thị. Loài này được Chiov. mô tả khoa học đầu tiên năm 1935.